# Humor 1
A Humor 1 a Sport 1 humoros sorozatokat és filmeket sugárzó társcsatornája volt, amely 2003. november 5. és 2004. szeptember 4. között működött.

## Történet
A csatorna 2003. október 18-án kezdte meg tesztadását, és november 5-től a hivatalos adását. Műsorait 16 órás műsoridőben délelőtt 10 és hajnali 2 között sugározta. A UPC Directen egyes műsorait eredeti nyelven is sugározta.
A csatorna 2004. szeptember 4-én ért véget, amikor az m+-ot újraindították Cool TV néven, amelyet a saját csatornájához közvetítettek, de ez a csatorna nagyon eltérő volt. Bár a Humor 1 hivatalosan szeptember 4-én megszűnt, néhány tv-újság egészen szeptember 19-ig közölte műsorát. Fizikai helyét a Sport TV új csatornája, a Sport 2 vette át.
5 évvel később ismét szóba került egy ilyen nevű csatorna indítása, amely 2009. november 7-én indult volna el, de felfüggesztette a műsorát, majd az ORTT-től 2010 szeptemberéig kapott határidőt az indulásra, de végül nem indult el, és az ORTT törölte a nyilvántartásból.
A csatorna hangja Selmeczi Roland volt.

## Saját készítésű műsorai
- Galla Miklós tündöklése és tündöklése (a csatorna megszűnése után a Cool TV-n folytatódott)
- Godot Stand Up Comedy Club, A Dumaszínház
- Kabaré Kávéház (a Hálózat TV-ről került át)
- Maksavízió (a Hálózat TV-ről került át, a csatorna megszűnése után visszakerült a Hálózat TV-re, később a Comedy Central és a Hatoscsatorna is megismételte)
- Vicc&Tsa (a csatorna megszűnése után a Hálózat TV-n folytatódott)

## Vetített sorozatok
Megjegyzés: A csatorna megrendelésére készült a Zooniverzum – Állati kert! című sorozat szinkronja, amit a csatorna a megszűnése miatt már nem tudott soha műsorra tűzni, annak ellenére, hogy az epizódok végén a Humor 1 nevét említik (a sorozatot idehaza végül a Cool TV mutatta be 2006–2007-ben).
- Apám, a fogdoki (Az én kis családom)
- Arliss
- Atrezzo
- Állatságok
- Barkácsbolt
- Becker
- Billy Smart cirkusz
- Bonnie Hunt
- Bűntér
- Caroline New Yorkban
- Cheers
- Chipperfild-cirkusz
- Cosby
- Cybill
- Dave világa
- Dögös doki
- Életem, Alice
- Forró szél
- Fura TV
- Furcsa pár – Újra együtt
- Heccbrigád
- Ikercsajok
- Isten kegyelméből
- Kandi Kamera
- Kate és Allie
- Kész röhej!
- Kisanyám
- Kisvárosi mesék
- Kölyökduma
- Maggie Winters
- Mintapasik
- Nőrület
- Otthon, édes otthon
- Öngól
- Őrültségek
- Pesti Kabaré
- Pénz és szerelem
- Rohanó szerelmek
- Se veled, se nélküled
- Showtár
- Slurps
- Sportcsínyek
- Szájról-szájra
- Szuperközért
- Taxi
- Telt ház
- Vianello-lakás
- Zűrös fickók

## Vetített filmek
A sorozatok mellett a csatorna amerikai, angol, magyar és olasz filmeket vetített.

### Amerikai filmek
- Anya csak egy van (Zsákbamama)
- Az agyfürkész totál kész
- Charlie Chaplin kisfilmjei
- A csekk a postán van
- A csereügynök
- Csocsómánia
- Édenkert a javából
- Hajsza versenytempóban (Vigyázz, kész, tűnés!)
- Haláli meló
- Idióták bolygója
- Keserű ébredés (1989)
- Ki szeret a végén?
- Majd elválik! (1998)
- Nőt akarok, őt akarom!
- Rosszcsontok
- Senki bolondja (1994)
- Szemenszedett szenzáció
- Szépségtépő verseny
- Túsztanya
- Vágyrajárók (1989)
- Vén kopók
- Viszlát New York!

### Angol filmek
- VIII. Henrik magánélete
- Bocsi, világvége
- Botrány az áruházban
- Csak a bolondok sietik el
- Csak a javadat akarom
- Duplacsavar  (1960)
- Az egymillió fontos bankjegy
- Házvezetőnő kerestetik
- Lady X válása (A válóperes leány)
- A papa mozija
- Pasivadászat kezdődik
- Pitkin és a tejhatalmúak
- Puckle, a közlegény (Matróz a rakétában)
- Tétova szív
- V.I.P. (1961)

### Magyar filmek
- Akli Miklós
- Álljon meg a menet!
- Bástyasétány'74
- Bolondos vakáció
- Civil a pályán
- A csodacsatár
- Dollárpapa
- Egészséges erotika
- Az elvarázsolt dollár
- Én és a nagyapám
- Fel a fejjel!
- Felfelé a lejtőn
- Felmegyek a miniszterhez
- Férjhez menni tilos
- Forró vizet a kopaszra!
- Fuss, hogy utolérjenek!
- Fűre lépni szabad
- Hintónjáró szerelem
- Hülyeség nem akadály
- Hyppolit, a lakáj
- Isten hozta, őrnagy úr!
- Kakuk Marci
- Kár a benzinért
- Képvadászok
- A képzett beteg
- Mese a 12 találatról
- A múmia közbeszól
- Napfény a jégen
- Nem ér a nevem
- Az oroszlán ugrani készül
- Patyolat akció
- Péntek 13 (1953)
- A pénzcsináló
- A selejt bosszúja
- A veréb is madár

### Olasz filmek
- Alfredo, Alfredo
- Csoda olasz módra
- Don Camillo, a főtisztelendő (Don Camillo Monsignore… de nem túlságosan)
- Don Camillo elvtárs
- Don Camillo és Peppone képviselő (Don Camillo és a tiszteletreméltó Peppone)
- Don Camillo kis világa
- Don Camillo visszatér
- Fantozzi
- Fantozzi 2.
- Gazdagok és csalók
- Hová lett Toto baby?
- Jómadarak
- A két őrmester
- Ki adott ennek jogosítványt?
- Különben dühbe jövünk
- Még van háború, van remény (Amíg háború van, van remény is)
- Rimini, Rimini

## Vételi adatok
- Astra 1G (Keleti 19,2 fok)
- 11,992 GHz, horizontális polarizáció
- MPEG 2/Cryptoworks
- SR: 27500 FEC: 3/4
- Telstar 12 (Nyugati 15 fok)
- 11,587 GHz, vertikális polarizáció
- MPEG 2/Cryptoworks
- SR: 8460 FEC: 3/4